# KC피드
주식회사 KC피드(영어: KCFEED)는 대한민국의 사료 제조 기업으로, 본사는 경상북도 영천시 금호읍 금호로 320에 있다.

## 역사 및 현황
1970년 5월 배합사료 제조ㆍ판매를 사업목적으로 하여 경상북도 영천시에 경북축산 주식회사로 설립되었다. 1995년 3월에는 회사의 상호를 주식회사 경축으로 변경하였으며, 동년 6월에 회사의 주식을 코스닥시장에 상장하였다. 2007년 3월에는 회사의 상호를 주식회사 KC피드로 변경하였다.